# 日本赤十字社埼玉県支部

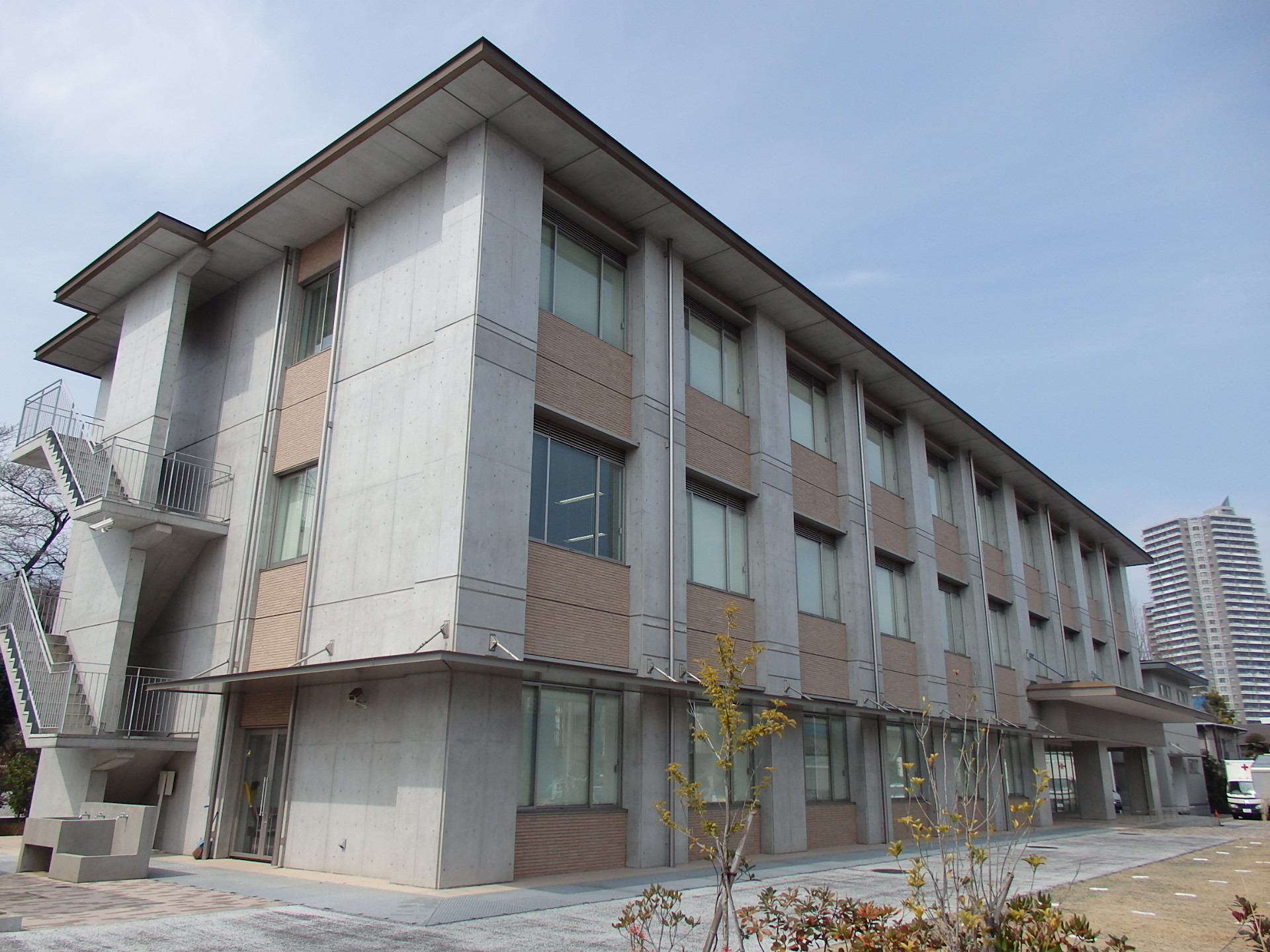
さいたま市浦和区にある埼玉県支部の建物

日本赤十字社 埼玉県支部（にほんせきじゅうじしゃ さいたまけんしぶ）は、埼玉県さいたま市浦和区に所在する日本赤十字社の支部である。
なお、初代の社屋は明治時代の埼玉県の洋風建築物を代表するものとして知られている。現在は嵐山町に移築保存され、埼玉県指定有形文化財となっている。

## 概要
埼玉県支部は、地域の中核医療機関としてさいたま赤十字病院、小川赤十字病院、深谷赤十字病院を運営し、高度医療の提供や救急医療体制の整備を行っている。また、埼玉県赤十字血液センターや8か所の献血ルームを設置している。

## 社屋
初代の木造社屋はさいたま市仲町3-5、2代目は埼玉県浦和合同庁舎（初代）として昭和33年から平成23年まで仲町3-2にあった。現在の3代目社屋は調神社の隣にある。
初代社屋は明治38年に山下啓次郎によって設計された木造の洋風社屋である。1983年まで当時のまま県庁敷地内に残っていたが、埼玉県県民健康センター建設のため嵐山町に移転され、保存されている。移築後小学校として使われた後、現在は幼稚園として使われている。1994年に埼玉県の指定有形文化財となった。所在地は嵐山町大字鎌形2231-1（北緯36度1分32.8秒 東経139度18分42秒 / 北緯36.025778度 東経139.31167度）。

## 沿革
- 1887年（明治20年） - 埼玉委員部を設置。
- 1896年（明治29年） - 埼玉支部となる。
- 1905年（明治38年）9月17日 - 現在の県民保健センターの場所に木造の支部社屋が完成。
- 1934年（昭和9年） - 日本赤十字社埼玉支部療院を開設（現:さいたま赤十字病院）。
- 1936年（昭和11年） - 日本赤十字社埼玉支部療院附属看護婦養成所（後のさいたま赤十字看護専門学校）
- 1939年（昭和14年） - 日本赤十字社埼玉支部小川療院を開設（現:小川赤十字病院）。
- 1950年（昭和25年） - 深谷赤十字病院を開設。
- 1952年（昭和27年） - 埼玉県支部となる。
- 1965年（昭和40年） - 埼玉県赤十字血液センターが開所（のちに埼玉県伊奈赤十字血液センター・埼玉県赤十字血液センター伊奈出張所・埼玉県赤十字血液センター伊奈事業所に改称、2015年3月31日閉所）。
- 1983年（昭和58年） - 埼玉県熊谷赤十字血液センターが開所（現:埼玉県赤十字血液センター熊谷出張所）。
- 1983年（昭和58年）3月 - 嵐山町立鎌形小学校（現:嵐山幼稚園）の敷地内に初代の庁舎を移築。
- 1985年（昭和60年） - 特別養護老人ホーム小川ひなた荘を開設。
- 1993年（平成5年） - 日高市に埼玉県赤十字血液センターを開所（2015年4月1日に本部機能の移転に伴い埼玉県赤十字血液センター日高事業所と改称）
- 1994年（平成6年）3月16日 - 嵐山町に移築した旧社屋が埼玉県の指定有形文化財に指定。
- 2000年（平成12年） - 埼玉県立彩華園及び地域介護実習・普及センターの運営を受託
- 2005年（平成17年） - 特別養護老人ホーム彩華園となる。
- 2011年（平成23年） - さいたま市岸町に支部社屋を移転。かつては浦和市役所岸町庁舎、浦和青年の家（物産陳列館跡に昭和43年6月開設。物産陳列館は大正3年に埼玉県により設置され、各地の織物、川口の鋳物、鴻巣雛、狭山茶が展示されていた）にあった。
- 2015年（平成27年） - さいたま市見沼区に埼玉県赤十字血液センターが開所。
- 2017年（平成29年） - さいたま赤十字病院をさいたま新都心に移転。
- 2020年（令和2年） - さいたま赤十字看護専門学校が廃校。日本赤十字看護大学さいたま看護学部が開設。

## 支部所在地
- 埼玉県さいたま市浦和区岸町3丁目17番1号